# Saint-Rustice
Saint-Rustice est une commune française située dans le nord du département de la Haute-Garonne en région Occitanie.
Sur le plan historique et culturel, la commune est dans le Frontonnais, un pays entre Garonne et Tarn constitué d'une succession de terrasses caillouteuses qui ont donné naissance à de riches terroirs, réputés pour leus vins et leurs fruits. Exposée à un climat océanique altéré, elle est drainée par le canal latéral à la Garonne, le ruisseau de Rival et par un autre cours d'eau.
Saint-Rustice est une commune rurale qui compte 429 habitants en 2022, après avoir connu une forte hausse de la population depuis 1968. Elle est dans l'agglomération toulousaine et fait partie de l'aire d'attraction de Toulouse. Ses habitants sont appelés les Saint-Rusticiens ou  Saint-Rusticiennes.
Le patrimoine architectural de la commune comprend un immeuble protégé au titre des monuments historiques : l'église, inscrite en 1952.

## Géographie

### Localisation
La commune de Saint-Rustice se trouve dans le département de la Haute-Garonne, en région Occitanie.
Elle se situe à 24 km à vol d'oiseau de Toulouse, préfecture du département, et à 16 km de Villemur-sur-Tarn, bureau centralisateur du canton de Villemur-sur-Tarn dont dépend la commune depuis 2015 pour les élections départementales.
La commune fait en outre partie du bassin de vie de Castelnau-d'Estrétefonds.
Les communes les plus proches sont : 
Pompignan (1,8 km), Ondes (3,1 km), Castelnau-d'Estrétefonds (3,5 km), Grisolles (3,6 km), Grenade (4,7 km), Canals (5,9 km), Fronton (6,3 km), Fabas (6,4 km).
Sur le plan historique et culturel, Saint-Rustice fait partie du Frontonnais, un pays entre Garonne et Tarn constitué d'une succession de terrasses caillouteuses qui ont donné naissance à de riches terroirs, réputés pour leurs vins et leurs fruits.
Saint-Rustice est limitrophe de deux autres communes dont une dans le département de Tarn-et-Garonne.
Les communes limitrophes sont  Castelnau-d'Estrétefonds et Pompignan.
| Pompignan (Tarn-et-Garonne) |               |                          |
|                             | Saint-Rustice |                          |
|                             |               | Castelnau-d'Estrétefonds |

### Géologie et relief
La superficie de la commune est de 236 hectares ; son altitude varie de 107  à   217 mètres.

### Topographie
La topographie de la commune peut-être décomposée en trois parties : une partie sur le plateau du Frontonnais, le village sur le coteau, et la plaine hébergeant le canal latéral de la Garonne et le chemin de fer.

### Hydrographie

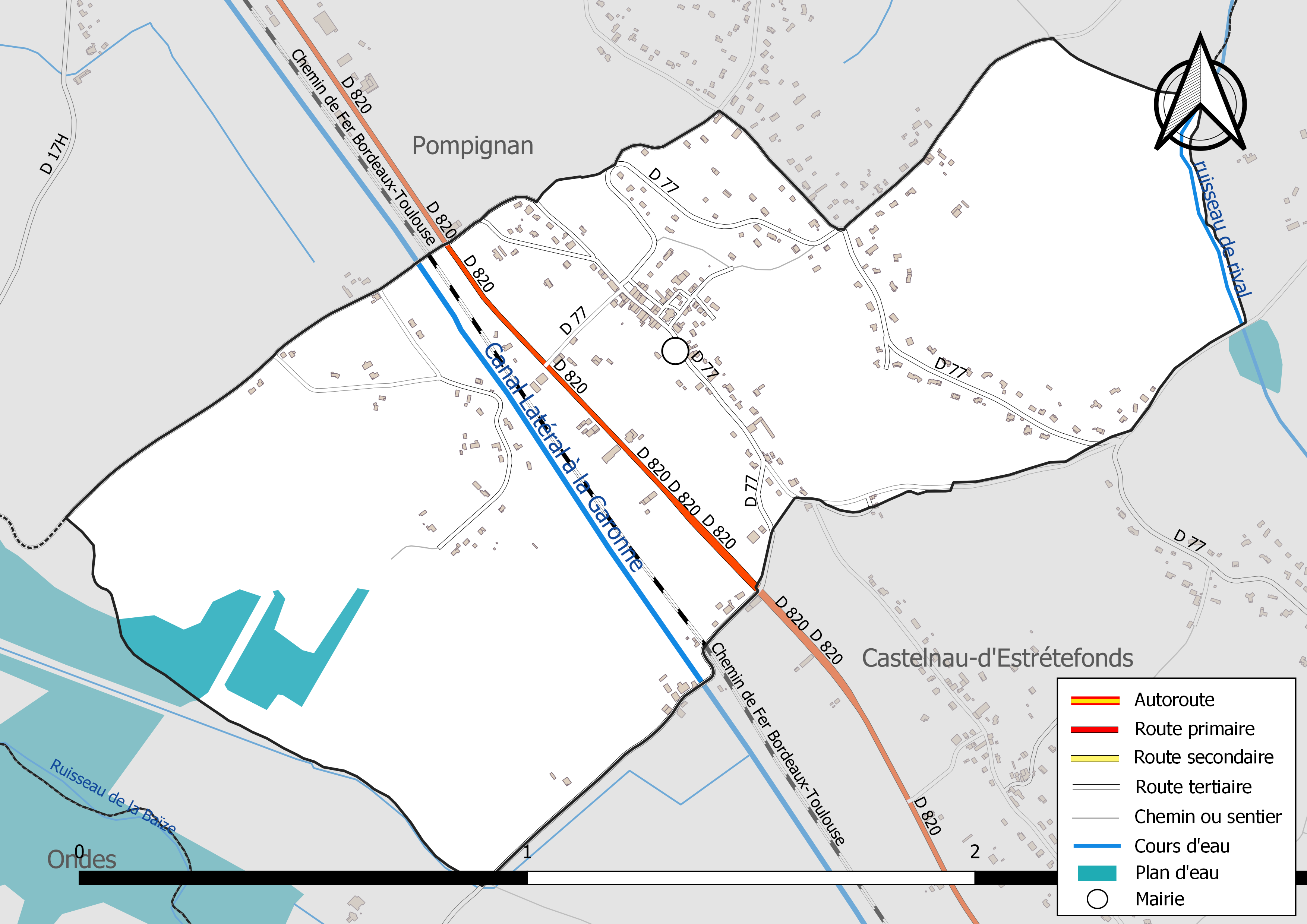
Réseaux hydrographique et routier de Saint-Rustice.

La commune est dans le bassin de la Garonne, au sein du bassin hydrographique Adour-Garonne. Elle est drainée par le ruisseau de rival et par un petit cours d'eau, constituant un réseau hydrographique de 2 km de longueur totale,.

### Climat
Pour des articles plus généraux, voir Climat de l'Occitanie et Climat de la Haute-Garonne.
En 2010, le climat de la commune est de type climat du Bassin du Sud-Ouest, selon une étude s'appuyant sur une série de données couvrant la période 1971-2000. En 2020, Météo-France publie une typologie des climats de la France métropolitaine dans laquelle la commune est exposée à un climat océanique altéré et est dans la région climatique Aquitaine, Gascogne, caractérisée par une pluviométrie abondante au printemps, modérée en automne, un faible ensoleillement au printemps, un été chaud (19,5 °C), des vents faibles, des brouillards fréquents en automne et en hiver et des orages fréquents en été (15 à 20 jours).
Pour la période 1971-2000, la température annuelle moyenne est de 12,9 °C, avec une amplitude thermique annuelle de 16 °C. Le cumul annuel moyen de précipitations est de 746 mm, avec 9,9 jours de précipitations en janvier et 5,5 jours en juillet. Pour la période 1991-2020, la température moyenne annuelle observée sur la station météorologique la plus proche, située sur la commune de Blagnac à 19 km à vol d'oiseau, est de 14,2 °C et le cumul annuel moyen de précipitations est de 627,0 mm,. Pour l'avenir, les paramètres climatiques de la commune estimés pour 2050 selon différents scénarios d’émission de gaz à effet de serre sont consultables sur un site dédié publié par Météo-France en novembre 2022.

### Milieux naturels et biodiversité
Aucun espace naturel présentant un intérêt patrimonial n'est recensé sur la commune dans l'inventaire national du patrimoine naturel,,.

## Urbanisme

### Typologie
Au 1er janvier 2024, Saint-Rustice est catégorisée commune rurale à habitat dispersé, selon la nouvelle grille communale de densité à sept niveaux définie par l'Insee en 2022.
Elle appartient à l'unité urbaine de Toulouse, une agglomération inter-départementale regroupant 81  communes, dont elle est une commune de la banlieue,,. Par ailleurs la commune fait partie de l'aire d'attraction de Toulouse, dont elle est une commune de la couronne,. Cette aire, qui regroupe 527 communes, est catégorisée dans les aires de 700 000 habitants ou plus (hors Paris),.

### Occupation des sols
L'occupation des sols de la commune, telle qu'elle ressort de la base de données européenne d’occupation biophysique des sols Corine Land Cover (CLC), est marquée par l'importance des territoires agricoles (59,3 % en 2018), en diminution par rapport à 1990 (96,7 %). La répartition détaillée en 2018 est la suivante : 
terres arables (36,9 %), zones agricoles hétérogènes (22,4 %), mines, décharges et chantiers (20,3 %), zones urbanisées (15,8 %), forêts (3,3 %), eaux continentales (1,3 %). L'évolution de l’occupation des sols de la commune et de ses infrastructures peut être observée sur les différentes représentations cartographiques du territoire : la carte de Cassini (XVIIIe siècle), la carte d'état-major (1820-1866) et les cartes ou photos aériennes de l'IGN pour la période actuelle (1950 à aujourd'hui).

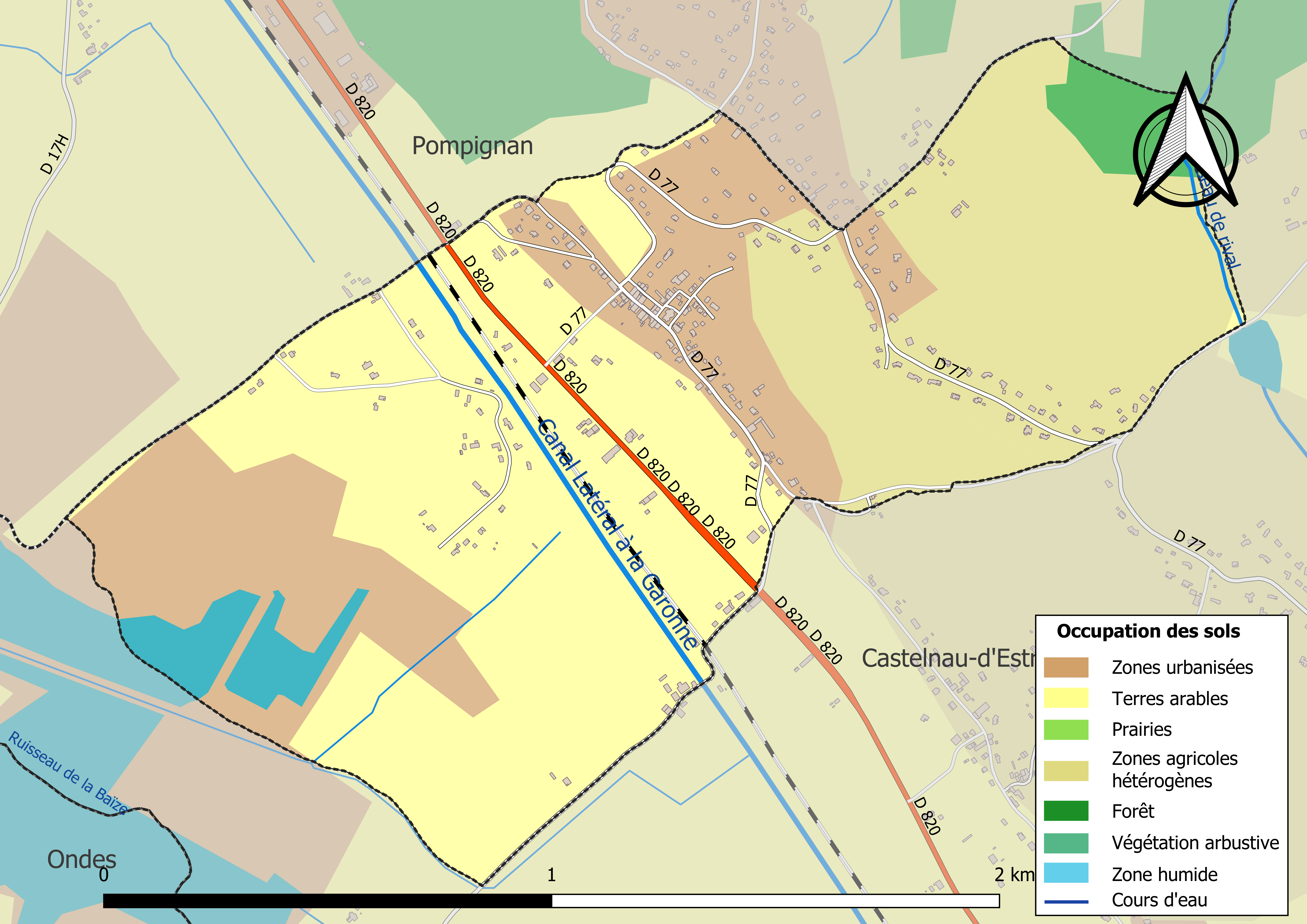
Carte des infrastructures et de l'occupation des sols de la commune en 2018 (CLC).

### Voies de communication et transports

#### Voies de communication
Elle est principalement desservie par la route nationale 20 appelée « route de Paris ».

#### Transports
La ligne 377 relie le centre de la commune à la gare routière de Toulouse depuis Grisolles.

### Risques majeurs
Le territoire de la commune de Saint-Rustice est vulnérable à différents aléas naturels : météorologiques (tempête, orage, neige, grand froid, canicule ou sécheresse), inondations, mouvements de terrains et séisme (sismicité très faible). Il est également exposé à un risque technologique, la rupture d'un barrage. Un site publié par le BRGM permet d'évaluer simplement et rapidement les risques d'un bien localisé soit par son adresse soit par le numéro de sa parcelle.

#### Risques naturels
Certaines parties du territoire communal sont susceptibles d’être affectées par le risque d’inondation par débordement de cours d'eau, notamment le ruisseau de Rival. La commune a été reconnue en état de catastrophe naturelle au titre des dommages causés par les inondations et coulées de boue survenues en 1982, 1993, 1999 et 2009,.

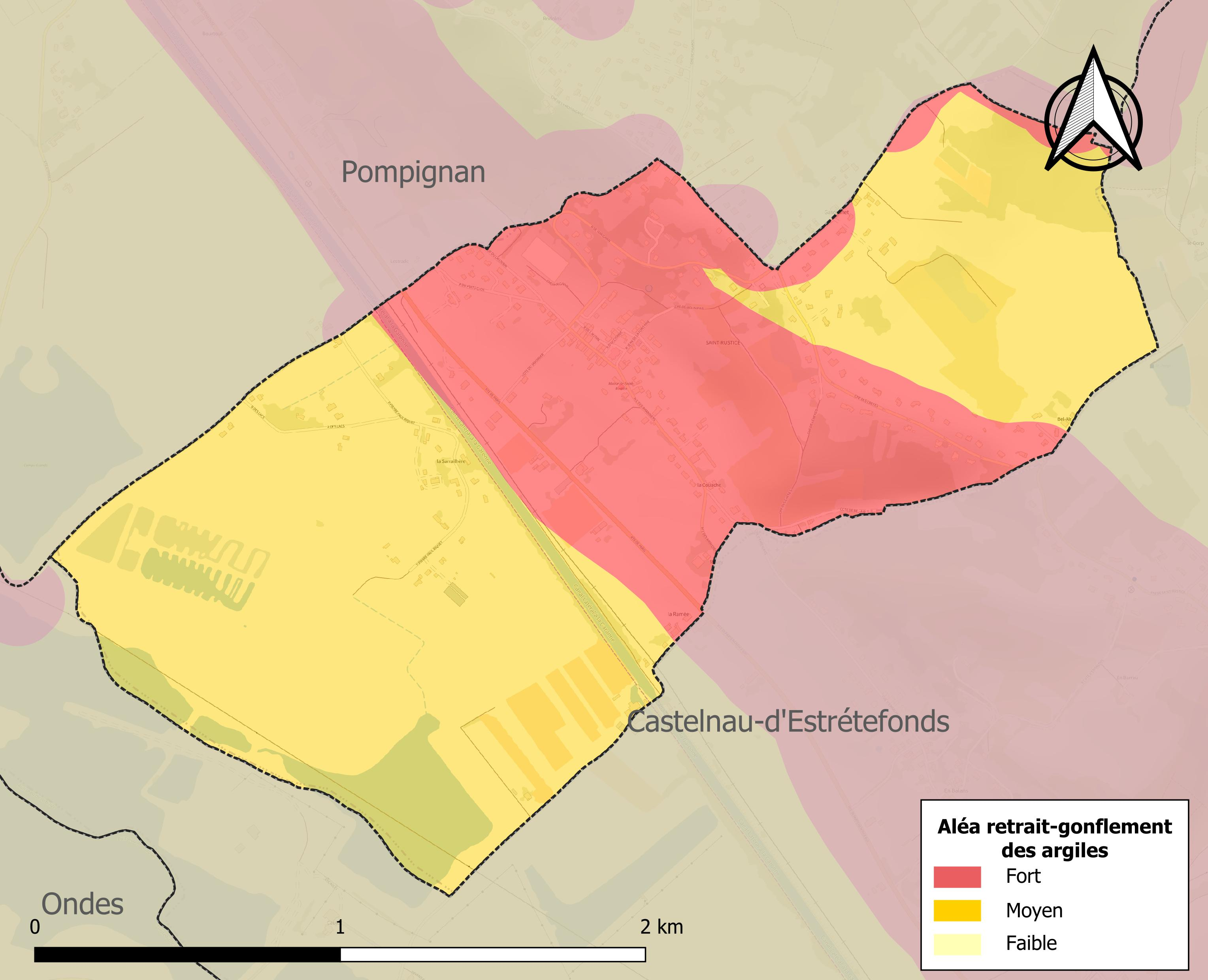
Carte des zones d'aléa retrait-gonflement des sols argileux de Saint-Rustice.

La commune est vulnérable au risque de mouvements de terrains constitué principalement du retrait-gonflement des sols argileux. Cet aléa est susceptible d'engendrer des dommages importants aux bâtiments en cas d’alternance de périodes de sécheresse et de pluie. La totalité de la commune est en aléa moyen ou fort (88,8 % au niveau départemental et 48,5 % au niveau national). Sur les 198 bâtiments dénombrés sur la commune en 2019, 198 sont en aléa moyen ou fort, soit 100 %, à comparer aux 98 % au niveau départemental et 54 % au niveau national. Une cartographie de l'exposition du territoire national au retrait gonflement des sols argileux est disponible sur le site du BRGM,.
Par ailleurs, afin de mieux appréhender le risque d’affaissement de terrain, l'inventaire national des cavités souterraines permet de localiser celles situées sur la commune.
Concernant les mouvements de terrains, la commune a été reconnue en état de catastrophe naturelle au titre des dommages causés par la sécheresse en 1989, 1991, 1998, 2003, 2008, 2011 et 2016 et par des mouvements de terrain en 1999.

#### Risques technologiques
La commune est en outre située en aval du barrage de l'Estrade sur la Ganguise (département de l'Aude). À ce titre elle est susceptible d’être touchée par l’onde de submersion consécutive à la rupture de cet ouvrage.

## Histoire

### Antiquité tardive (IVeouVesiècle)
Saint-Rustice est connu grâce à des fouilles archéologiques qui ont révélé en 1834 la présence d'une vaste villa gallo-romaine qui a fait son renom. Elle est citée comme praedium romain : les mosaïques relevées dans la villa représentent l'Océan, la Fontaine Aréthuse, Thétis, les Nymphes océaniques. Elles sont actuellement déposées au musée Saint-Raymond de Toulouse. Témoignage de la splendeur de l'art alors déployé dans les environs de Tolosa, cette villa était composée de 10 salles destinées aux bains d'usage fréquent chez les Romains et elle utilisait les eaux supérieures d'une fontaine située au-delà du village. Ces décors de pavement incluant des inscriptions en grec reflètent le goût de l’élite de l’époque et font figure de vestige d’un Empire romain qui subsiste en Afrique du Nord comme à Antioche et dont la koinè perdure au Ve siècle même en Gaule.

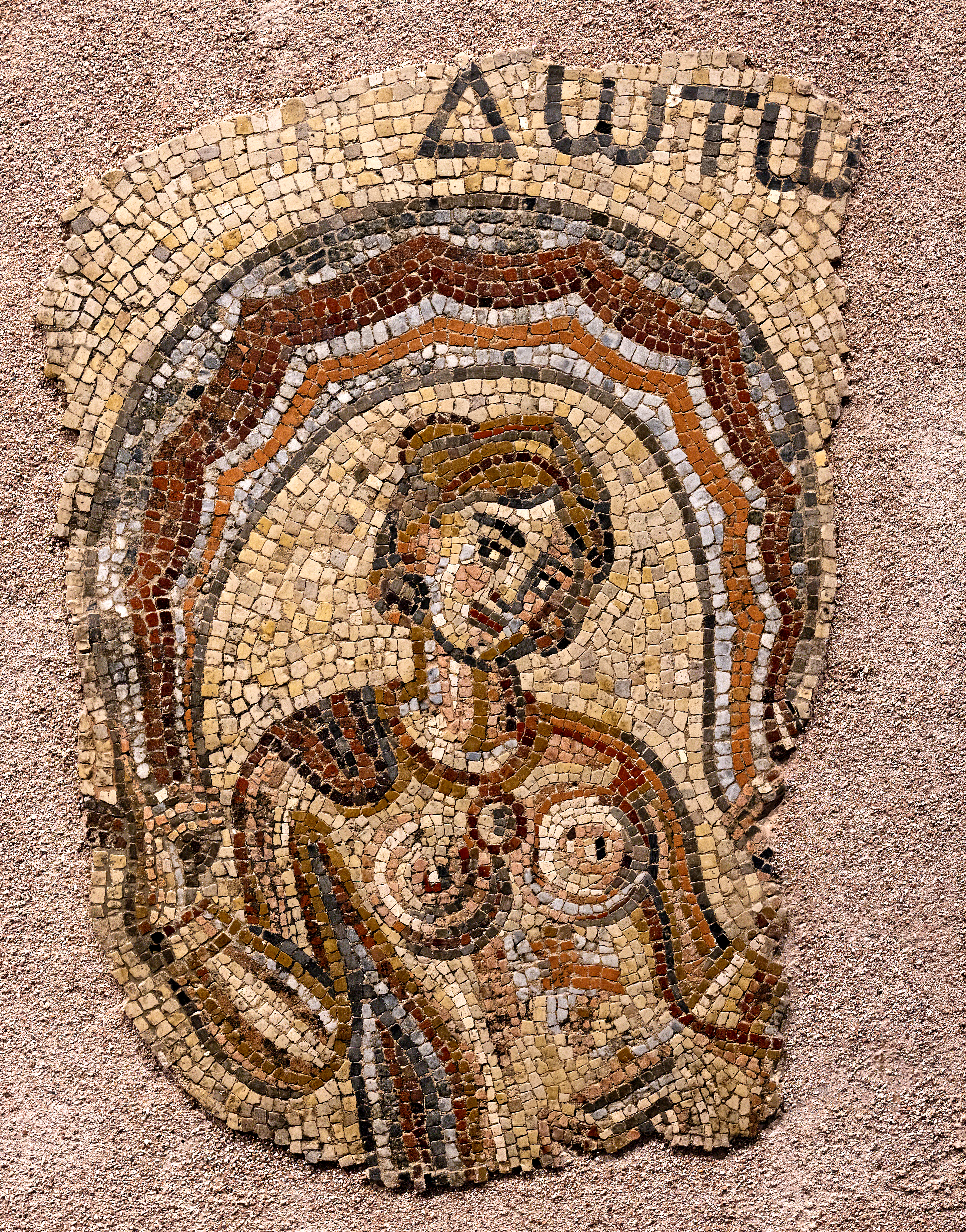
Ino - musée Saint-Raymond Toulouse
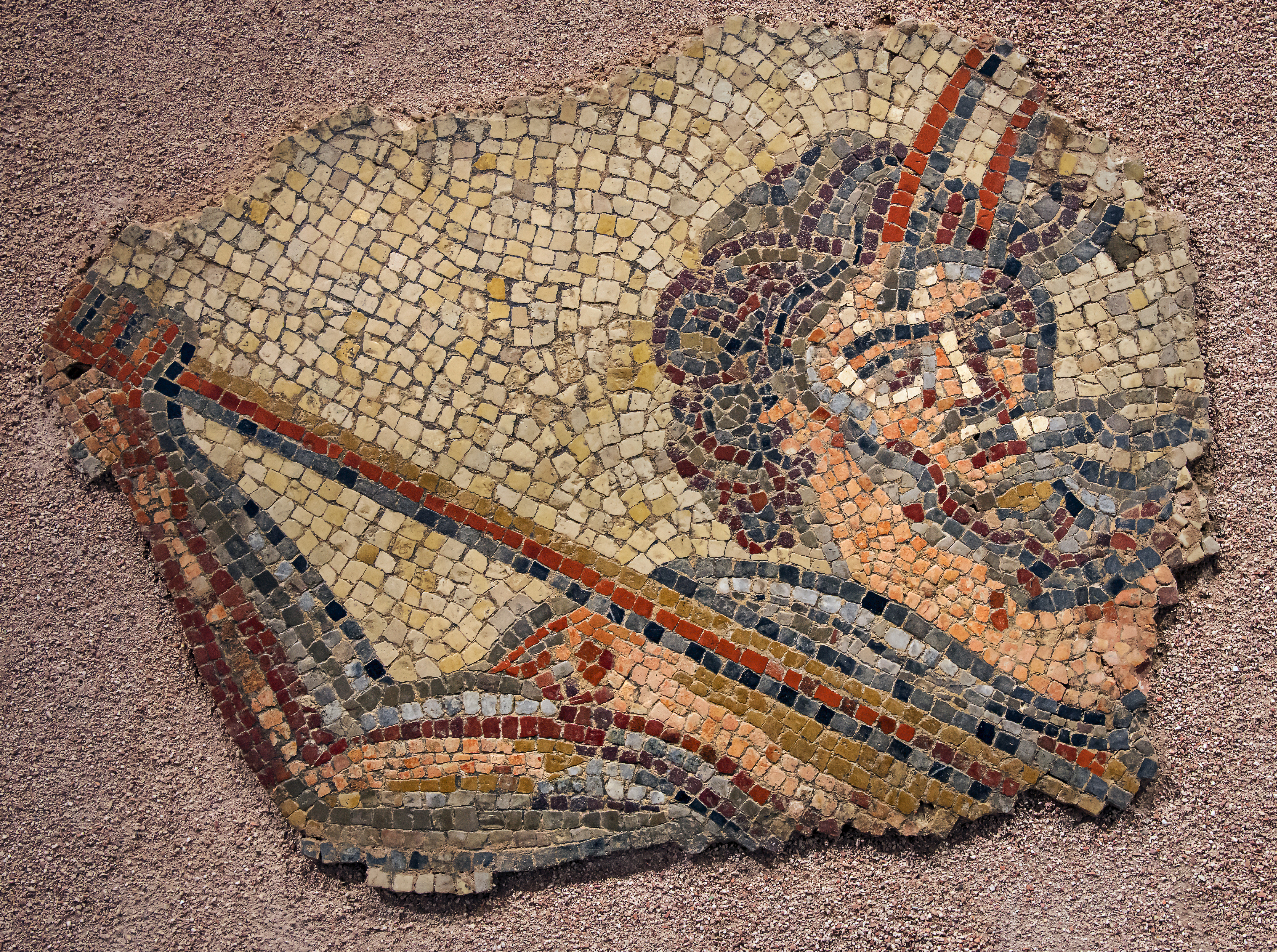
Le triton Nymphogénès
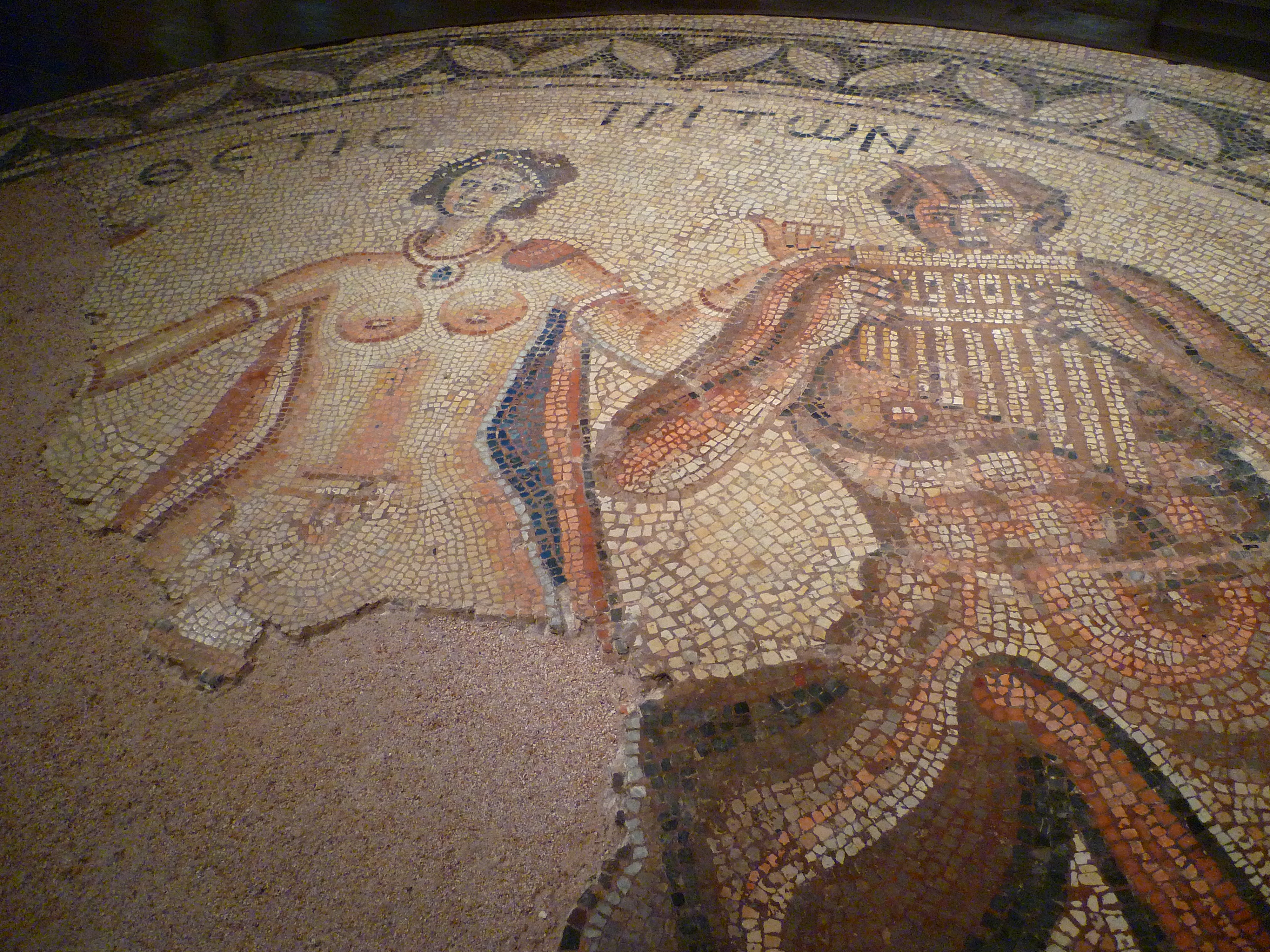
Thétis et Triton - musée Saint-Raymond Toulouse
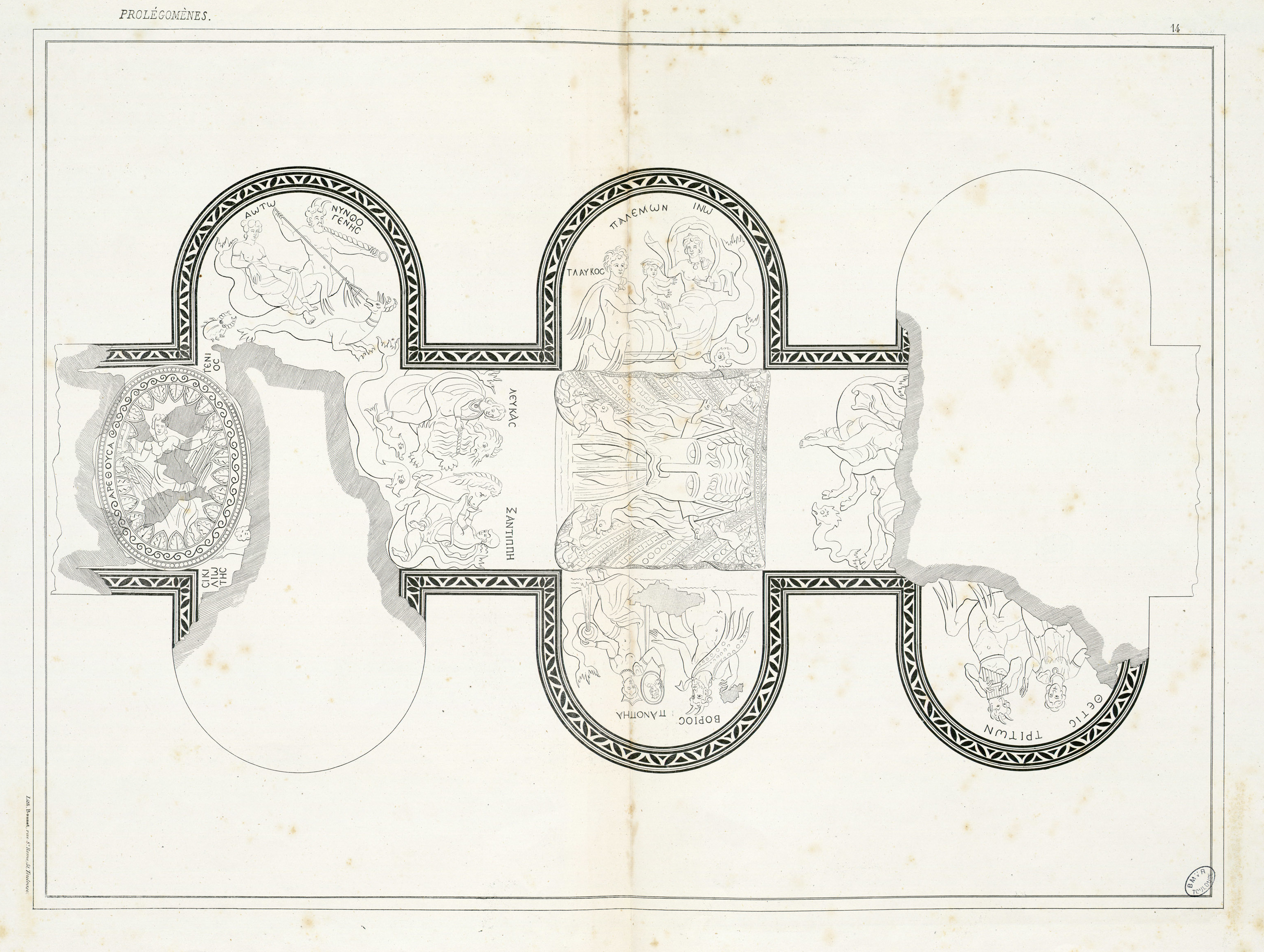
Croquis de l'une des mosaïques

### Voie romaine
L'ancien village de Saint-Rustice, c'est-à-dire la première agglomération de maisons en ce lieu bordait la voie romaine de Tolosa à Aginnum (Agen).
La station gallo-romaine de Maury est découverte en 1981 par l'abbé Georges Baccrabère. De nombreux matériaux de construction tels des nodules de mortier rose, des morceaux de plaque de marbre, des fragments de tesselles diverses, blanches, grises ou brunes, des restes de verre à vitre, et de céramique ordinaire de cruchette, ont démontré sa présence, dont par exemple un tesson du IVe avec trace de grafito.

### Haut Moyen Âge
Église Saint-Pierre-de-Sylva-Agra (VIIIe siècle)
Le village doit son nom au saint martyr Rusticus, évêque de Cahors, assassiné en 630.
Il fut enseveli au lieu-dit Saint-Pierre-des-Bois ou Sylva Agra. Ce lieu-dit n'est autre aujourd'hui que le hameau des Gasconnets soit en bordure de l'actuel chemin des crêtes et dominant la vallée de la Garonne, on retrouvait encore des traces de ce cimetière et de cette église au siècle dernier à environ 100 m de la limite départementale du Tarn-et-Garonne.
En 783 l'évêque de Cahors céda au monastère de Moissac l'église de Saint-Rustice; plus tard, une charte de 817 aurait donné ce lieu à l'abbaye du Mas-d'Azil, et plus tard à l'an 1107 ce fief catholique revint à l'abbaye de Moissac par un acte de donation.
Cette église a été rebâtie plusieurs fois notamment après l'an mil où furent construites dans cette contrée un grand nombre d'églises pour remercier Dieu d'avoir retardé la catastrophe de la fin du monde d'après les prédictions d'anciens écrits.
C'est donc surement à cette période qu'elle fut reconstruite près de l'actuel cimetière, la pierre de taille fut abondamment utilisée,.

### Guerres de religion
Le 18 octobre 1567, les seigneurs calvinistes des environs de Montauban se mirent en campagne et se présentèrent avec leur armée devant les remparts de Fronton. Ils démolirent une partie des murailles de la cité, incendièrent le château et massacrèrent une partie des habitants. Durant cette funeste campagne les ornements et joyaux qu'abritait l'église de Saint-Rustice furent pillés, et l'édifice fut incendiée par les assaillants.
Dès que ces guerres fratricides eurent pris fin, le Parlement de Toulouse ordonna des enquêtes, conservées, elles sont reproduites en 1920 par M. l'abbé Lestrade dans la Revue historique de Toulouse.
En 1615 l'église était bâtie sur 3 côtés de pierres de taille et de brique, et de l'autre où se trouvait l'entrée étaient mêlés torchis et bois.
Elle était composée de quatre bassins Saint-Sacrement, Notre-Dame, Saint-Rustice, Le Purgatoire. En 1643 le récit de la visite du curé de fronton
décrit le clocher en forme de panne avec deux cloches, l'église avait 7 cannes de long et 3 cannes de large.
La source vénérée de Saint-Rustice
la source que l'on disait miraculeuse était située sous l'autel de l'église, dans une crypte, elle était révérée comme consacrée par une légende locale. Les habitants allaient puiser l'eau à cette fontaine. Lors de sa visite, l'archevêque Colbert en 1680 ordonna au curé de fermer l'ouverture et de faire une sacristie en lieu et place de la fontaine.
Durant des siècles, elle ne fut pas abandonnée par la population. On utilisa l'abondance de ses eaux pour alimenter le village, elle fut canalisée en deux directions avec terminus, un puits citerne et deux bassins construits en maçonnerie : l'un au village devant le couvent (présence des lavoirs) et l'autre en contrebas du cimetière.

### Cantonnement de l'armée du duc de Wellington (1814)
En avril 1814, les terres de la commune de Saint-Rustice sont utilisées comme lieu de cantonnement de l'armée du duc de Wellington à la veille de la bataille de Toulouse qui opposa les troupes de l'armée impériale du maréchal Soult aux troupes anglo-hispano-portugaises commandées par le maréchal anglais.

### L'abbé Prunet (1838-1907)
En 1868, il est nommé curé à Saint-Rustice qui compte 350 habitants. Il contribue à sauver de la ruine l’église de la paroisse.
Cet homme d'église, grand de taille, doux de caractère, calme dans sa démarche mais déterminé, avait gagné tous les cœurs du village ; même les moins dévots l'aimaient comme un véritable père. Professeur de latin il prêchait en langue vulgaire pour être mieux compris de tous ! Il achète de ses propres deniers un terrain et bâtit de ses mains avec l'aide de paroissiens un presbytère. Après avoir aménagé le jardin dans lequel il planta des arbres fruitiers et de la vigne, il vend ce bien à la commune à un prix modeste dès la fin de sa construction.
Autant intellectuel que manuel, il est passionné par le monde des abeilles, maniant avec dextérité scie et rabot pour construire plus de 300 ruches. Il expédiait ses marchandises dans toutes les parties de l'Europe et même en Amérique, et grâce à ces apports, a pu élever des enfants au séminaire et envoyer de nombreux secours.
Cette prodigieuse activité du curé, payant de sa personne fit l'admiration des paroissiens du village.
L'abbé Prunet est le fondateur du plus important groupement d’apiculteurs toulousains, qui deviendra plus tard le Syndicat d’Apiculture méridionale. Par vérification des actes originaux des communes concernées : François Prunet est né le 9 février 1838 à Montjoire, et décédé le 28 février 1907 à Saint-Rustice. Il repose dans le cimetière de Saint-Rustice.

#### Le centenaire 1907-2007
Les habitants du village ont souhaité lui rendre hommage à l'occasion du centenaire de sa disparition, Le 3 mars 2007 un office religieux a été célébré par Robert Le Gall archevêque de Toulouse en compagnie des représentants municipaux et des Saint-Rusticiens qui ont pu prendre connaissance des manuscrits objets et photographies touchant à sa personne et d'une exposition photographique relatant le village au XIXe siècle.

### Instruction publique à Saint-Rustice 1883-20xx
L'enseignement public est donné d'une manière régulière dans la commune depuis 1883.
le conseil municipal conformément à la loi en vigueur décida que la commune entretiendrait avec ses ressources une école primaire.

#### L'école de Saint-Rustice
La première pierre de l'école fut posée en 1882, dans ce bâtiment destiné à l'école ont cohabité école et mairie pendant un siècle. La mairie fonctionna à l'étage pendant 70 ans. Elle descendit au rez-de-chaussée dans les années 1950 et son ancien local devint le logement des enseignants pendant un certain temps. Ce n'est qu'en 1985 que la mairie fut installée dans le presbytère de l'abbé Prunet (allée des Amandiers).
Dans les années 1990, les habitants parents d'élèves de Saint-Rustice ont défendu énergiquement leur école, afin d'éviter la fermeture d'une classe planifiée par l'académie de Toulouse.

### Canal latéral à la Garonne, chemin de fer et LGV
À Saint-Rustice le canal et la voie ferrée sont parallèles et sont distants d'une dizaine de mètres, leur histoire à rebondissement est le fruit du labeur de milliers d'hommes et de femmes au cours de décennies passées.
Une première mise en eau permet dès 1845 aux barques d'atteindre le nouveau port de Moissac.
En 1848, c'est Agen qui est relié à Toulouse par cette nouvelle voie d'eau.
Le trafic de marchandise représentait 75 000 t en 1897 et 150 000 t en 1903.
Essentiellement marchande jusqu'aux années 1970, la navigation sur le canal de Garonne est désormais « plaisancière », comme sur le canal du Midi.
La construction de la ligne de chemin de fer entre Bordeaux et Sète, via Toulouse, est quant à elle, lancée après 1850.
La mise en service s'effectuera progressivement entre 1855 et 1858.
En 6 avril 2012 le Ministre des Transports valide le tracé de la future ligne LGV Bordeaux Toulouse dont le tracé traverse la plaine du village.
Ce tracé sera soumis à enquête publique en 2014. Informations, cartes et vidéos de ce projet issu du grenelle de l'environnement sont disponibles sur le site GPSO Grands Projets du Sud-Ouest.

### La Première Guerre mondiale
Les Anciens combattants, les représentants de la commune de Saint-Rustice, le directeur de l'école, les habitants, et les enfants de Saint-Rustice honorent tous les ans les 6 combattants qui n'ont jamais revu leur famille parmi les 26 du village qui ont connu cette guerre des tranchées. Le Monument leur rendant hommage est situé à droite de l'église (50 mètres après la mairie).

### Le jour le plus long
À l'initiative de l'association des anciens combattants (Bertrand, Chapenoire et Labbit) et du maire de Saint-Rustice, le 6 juin 2011 s'est déroulée une commémoration du débarquement allié en présence des consuls du Royaume-Uni et des États-Unis. Évènement qui restera dans les mémoires de tous les habitants.
Depuis un morceau de plage d'Omaha beach est visible au monument aux morts de Saint-Rustice.

## Politique et administration

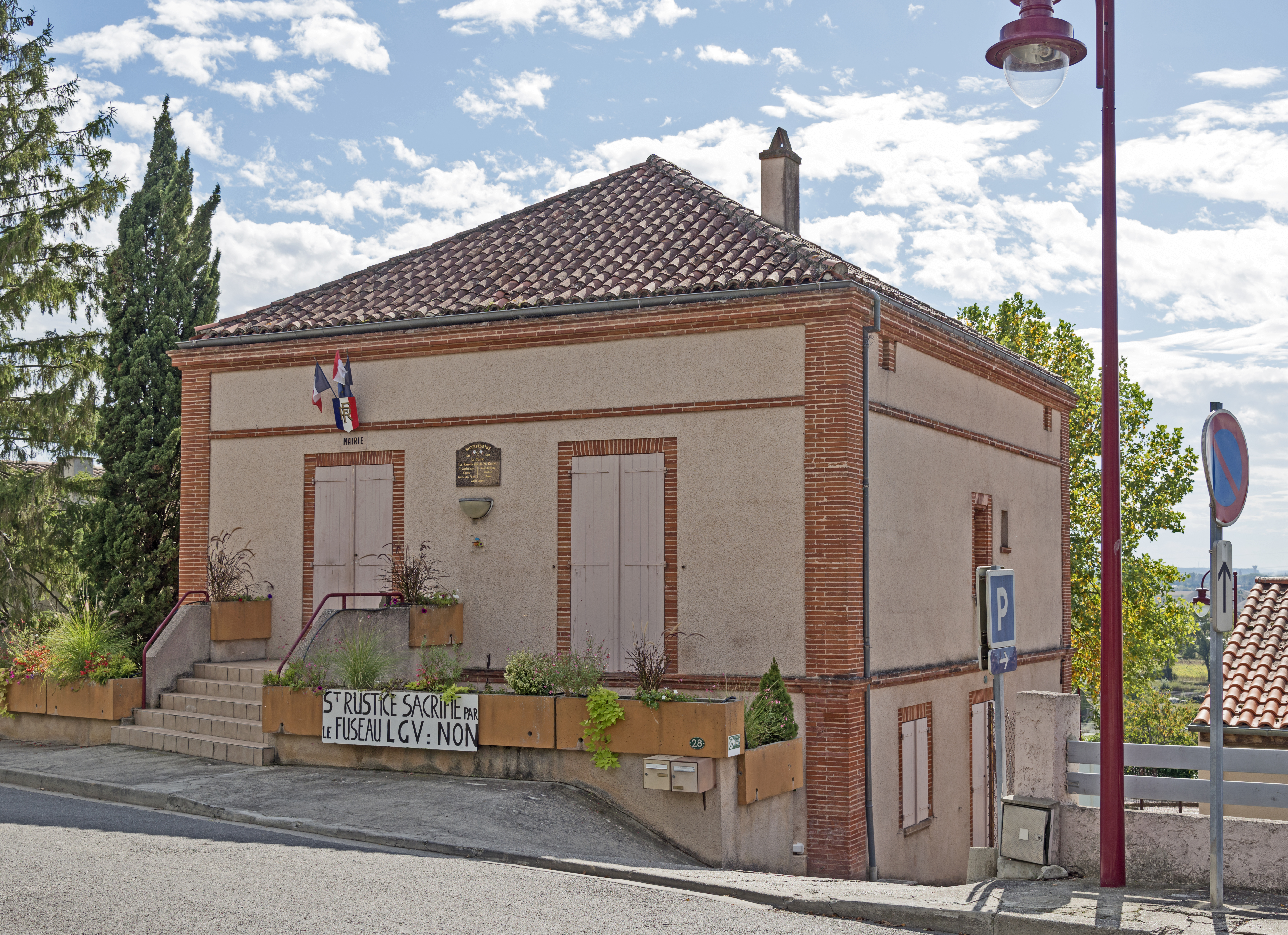
La mairie

### Administration municipale
Le nombre d'habitants au recensement de 2017 étant compris entre 100 habitants et 499 habitants, le nombre de membres du conseil municipal pour l'élection de 2020 est de onze,.

### Rattachements administratifs et électoraux
Commune faisant partie de la cinquième circonscription de la Haute-Garonne de la communauté de communes du Frontonnais et du canton de Villemur-sur-Tarn (avant le redécoupage départemental de 2014, Saint-Rustice faisait partie de l'ex-canton de Fronton).

### Liste des maires
| Période                                  | Période  | Identité        | Étiquette | Qualité  |
| ---------------------------------------- | -------- | --------------- | --------- | -------- |
| mars 1992                                | 1996     | Mariano Otal    |           |          |
| mars 1996                                | 2001     | Philippe Planté |           |          |
| mars 2001                                | 2008     | Chantal Barrau  |           |          |
| mars 2008                                | En cours | Edmond Aussel   | DVG       | Retraité |
| Les données manquantes sont à compléter. |          |                 |           |          |

## Démographie
L'évolution du nombre d'habitants est connue à travers les recensements de la population effectués dans la commune depuis 1793. Pour les communes de moins de 10 000 habitants, une enquête de recensement portant sur toute la population est réalisée tous les cinq ans, les populations de référence des années intermédiaires étant quant à elles estimées par interpolation ou extrapolation. Pour la commune, le premier recensement exhaustif entrant dans le cadre du nouveau dispositif a été réalisé en 2004.

En 2022, la commune comptait 429 habitants, en évolution de −9,11 % par rapport à 2016 (Haute-Garonne : +8,02 %, France hors Mayotte : +2,11 %).
| 1793 | 1800 | 1806 | 1821 | 1831 | 1836 | 1841 | 1846 | 1851 |
| ---- | ---- | ---- | ---- | ---- | ---- | ---- | ---- | ---- |
| 300  | 299  | 321  | 329  | 312  | 311  | 329  | 305  | 286  |

| 1856 | 1861 | 1866 | 1872 | 1876 | 1881 | 1886 | 1891 | 1896 |
| ---- | ---- | ---- | ---- | ---- | ---- | ---- | ---- | ---- |
| 294  | 300  | 300  | 300  | 276  | 268  | 278  | 261  | 234  |

| 1901 | 1906 | 1911 | 1921 | 1926 | 1931 | 1936 | 1946 | 1954 |
| ---- | ---- | ---- | ---- | ---- | ---- | ---- | ---- | ---- |
| 234  | 230  | 231  | 219  | 202  | 195  | 190  | 205  | 222  |

| 1962 | 1968 | 1975 | 1982 | 1990 | 1999 | 2004 | 2006 | 2009 |
| ---- | ---- | ---- | ---- | ---- | ---- | ---- | ---- | ---- |
| 235  | 230  | 233  | 371  | 394  | 425  | 423  | 417  | 439  |

| 2014 | 2019 | 2022 | - | - | - | - | - | - |
| ---- | ---- | ---- | - | - | - | - | - | - |
| 463  | 436  | 429  | - | - | - | - | - | - |

## Économie

### Revenus
En 2018  (données Insee publiées en septembre 2021), la commune compte 181 ménages fiscaux, regroupant 461 personnes. La médiane du revenu disponible par unité de consommation est de 25 120 € (23 140 € dans le département).

### Emploi
|                | 2008  | 2013  | 2018  |
| -------------- | ----- | ----- | ----- |
| Commune        | 4,3 % | 5,5 % | 5,8 % |
| Département    | 7,7 % | 9,6 % | 9,3 % |
| France entière | 8,3 % | 10 %  | 10 %  |

En 2018, la population âgée de 15 à 64 ans s'élève à 266 personnes, parmi lesquelles on compte 81,5 % d'actifs (75,7 % ayant un emploi et 5,8 % de chômeurs) et 18,5 % d'inactifs,. Depuis 2008, le taux de chômage communal (au sens du recensement) des 15-64 ans est inférieur à celui de la France et du département.
La commune fait partie de la couronne de l'aire d'attraction de Toulouse, du fait qu'au moins 15 % des actifs travaillent dans le pôle,. Elle compte 37 emplois en 2018, contre 38 en 2013 et 38 en 2008. Le nombre d'actifs ayant un emploi résidant dans la commune est de 204, soit un indicateur de concentration d'emploi de 17,9 % et un taux d'activité parmi les 15 ans ou plus de 60,6 %.
Sur ces 204 actifs de 15 ans ou plus ayant un emploi, 26 travaillent dans la commune, soit 13 % des habitants. Pour se rendre au travail, 88,9 % des habitants utilisent un véhicule personnel ou de fonction à quatre roues, 2,5 % les transports en commun, 4 % s'y rendent en deux-roues, à vélo ou à pied et 4,5 % n'ont pas besoin de transport (travail au domicile).

### Activités hors agriculture

#### Secteurs d'activités
21 établissements sont implantés  à Saint-Rustice au 31 décembre 2019. Le tableau ci-dessous en détaille le nombre par secteur d'activité et compare les ratios avec ceux du département,.
Le secteur du commerce de gros et de détail, des transports, de l'hébergement et de la restauration est prépondérant sur la commune puisqu'il représente 33,3 % du nombre total d'établissements de la commune (7 sur les 21 entreprises implantées  à Saint-Rustice), contre 25,9 % au niveau départemental.

#### Entreprises et commerces
De nos jours, au XXIe siècle
- L'agriculture est toujours présente à Saint-Rustice, viticulture (Fronton (AOC)) ; production de céréales, tournesol.. ; production de fruits et de légumes ; horticulture.
- Le promeneur notera la présence dans la plaine de lacs artificiels témoignant de l'activité de l'industrie de l'extraction des sables et granulats

déployée dans notre département sur l'axe de la vallée de la Garonne.
L'imposante usine de production est quant à elle aussi bien visible, car elle est située dans la plaine à une centaine de mètres de la limite de la commune de Saint-Rustice, mais localisée sur la commune de Castelnau-d'Estretefond chemin d'Encaulet.
- Enfin, notons la présence, dans la plaine de la commune, d'une ligne électrique THT (Très haute tension) provenant de la centrale nucléaire de Golfech et permettant d'alimenter en énergie électrique l'agglomération toulousaine.

### Agriculture
|               | 1988 | 2000 | 2010 | 2020 |
| ------------- | ---- | ---- | ---- | ---- |
| Exploitations | 16   | 9    | 5    | 4    |
| SAU (ha)      | 242  | 217  | nd   | 281  |

La commune est dans le Lauragais, une petite région agricole occupant le nord-est du département de la Haute-Garonne, dont les coteaux portent des grandes cultures en sec avec une dominante blé dur et tournesol. En 2020, l'orientation technico-économique de l'agriculture  sur la commune est la polyculture et/ou le polyélevage. Quatre exploitations agricoles ayant leur siège dans la commune sont dénombrées lors du recensement agricole de 2020 (16 en 1988). La superficie agricole utilisée est de 281 ha,,.

## Culture locale et patrimoine

### Lieux et monuments
- Le Monument aux mort

### L'église de Saint Rustice (XIIeetXIXesiècles)
L'église Sainte-Rustice datant du XIe, XIIe et XIXe est inscrite à l'inventaire des monuments historiques depuis 1952.
Dite « la nouvelle église » édifiée au centre du village, elle est la reproduction de l'ancienne église Saint-Pierre, mis à part les clochers.
En 1863 les plans de l'architecte diocésain de Toulouse, monsieur Fitte, furent approuvés par le conseil municipal. Le conseil accepta les souscriptions et offres généreuses faites par les habitants mais non suffisantes pour financer la totalité des travaux. En 1864 la demande de secours au département et à l'État ne donna pas une suite favorable. En effet, le ministre des Beaux-Arts jugea ce plan trop prétentieux « Pourquoi vouloir imiter nos anciennes cathédrales, qui ont deux tours ou deux clochers sur leur façade alors qu'ici un seul peut bien suffire » il rejeta donc la demande.
Les Saint-Rustiçois tenaces ne se tinrent pas pour battus, une nouvelle souscription fut lancée et ils pressèrent l'adjudication des travaux comprenant la démolition de l'ancienne église et la construction de la nouvelle.
La première pierre a donc été posée le 18 mai 1865, on construisit les chapelles et les sacristies. Successivement l'abbé Prunet fit ajouter la voûte, plâtrer les murs et placer 17 superbes vitraux (3 m de hauteur sur 1 m de large) sortis de la maison Chalos peintre verrier à Toulouse. La générosité des paroissiens fut de nouveau sollicitée pour construire les deux magnifiques flèches qui surmontent les deux tours de l'église.
L'abbé Prunet, grâce aux bénéfices engendrés par ses ruches, a pu décorer le sanctuaire de magnifiques peintures avec cette exergue : « Hujus sanctuarii picturam destilaverunt apes ». Les gens de Saint-Rustice ont le droit d'admirer le fruit de leurs sacrifices car l'église est bien à eux et rien qu'à eux seuls.
Cette église de style roman possède 13 fenêtres en plein cintre encadrées par des colonnes et des chapiteaux provenant de l'ancienne église et sculptés aux environs de 1120. Leurs factures s'apparentent avec ceux de l'abbaye de Moissac et ceux de la basilique Saint-Sernin.
En 1983 des mesures de protections des chapiteaux, ont été réalisées avec l'accord des bâtiments de France et le soutien financier et technique du musée des Augustins de Toulouse. (extrait des manuscrits historiques de Mariano Otal et de la monographie de Saint-Rustice rédigée en 1935 par Adrien Escudier - imprimerie Fournié Toulouse).

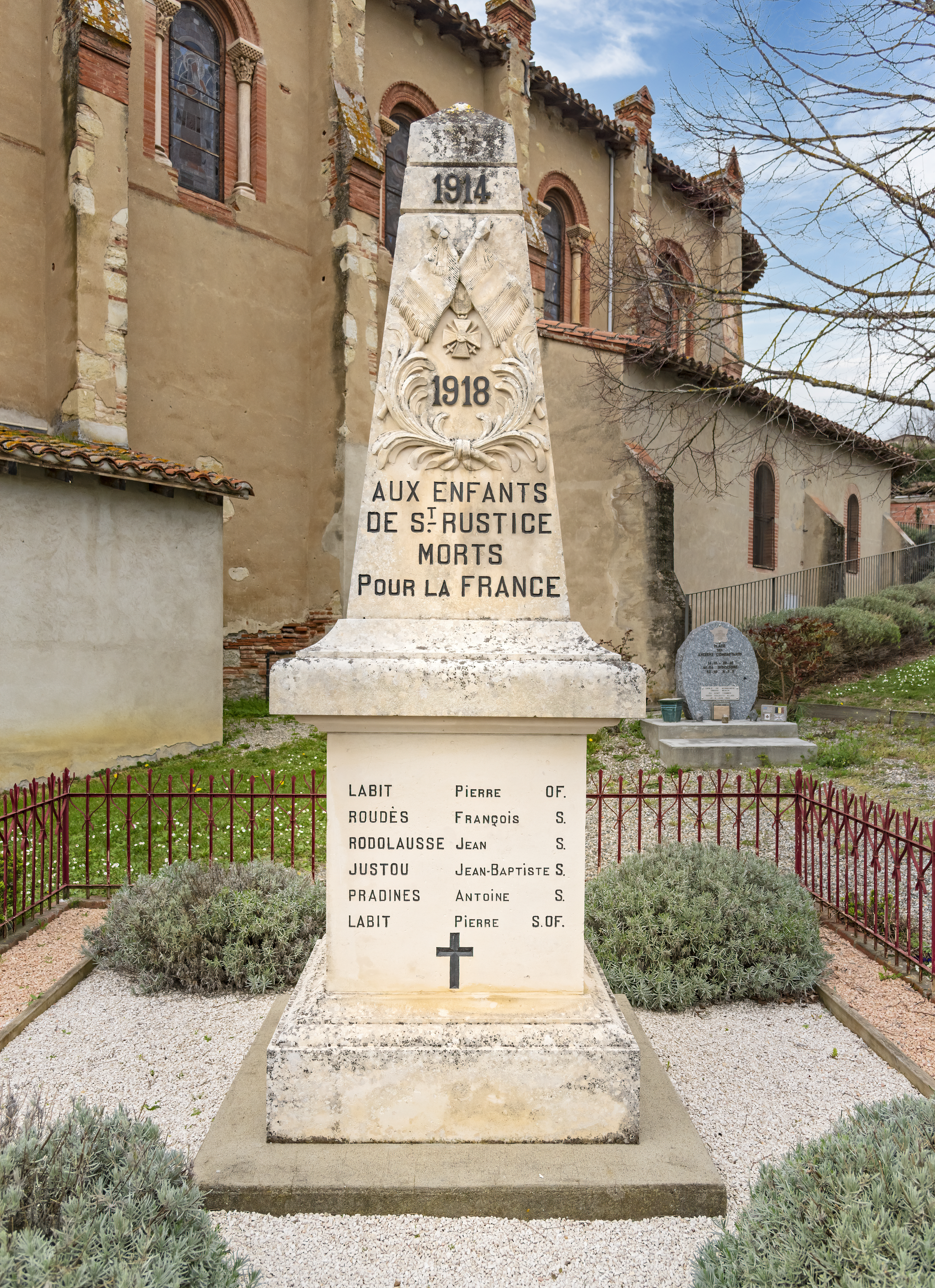
Le monument aux morts
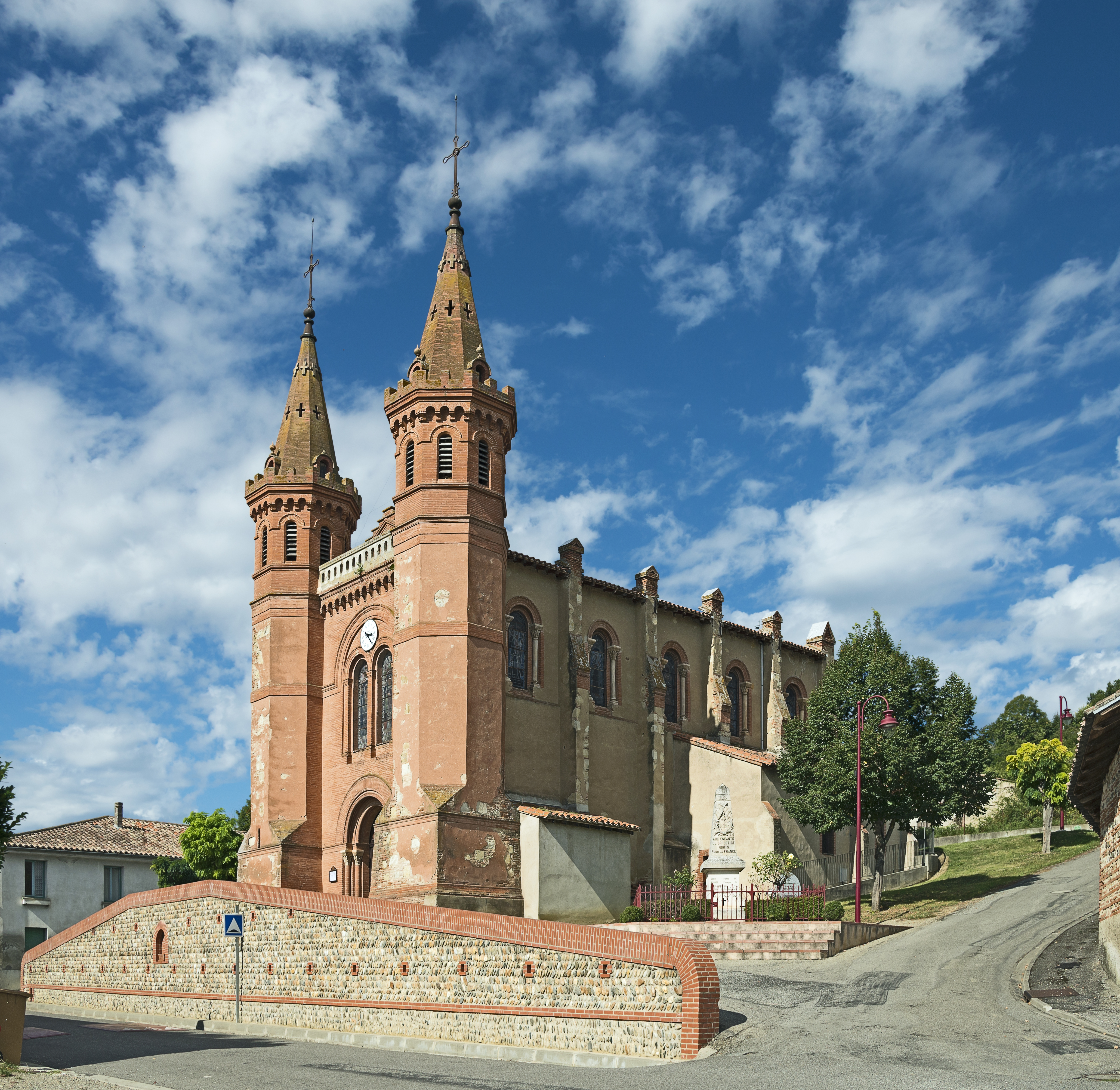
L'église de Saint-Rustice la façade
L'abside
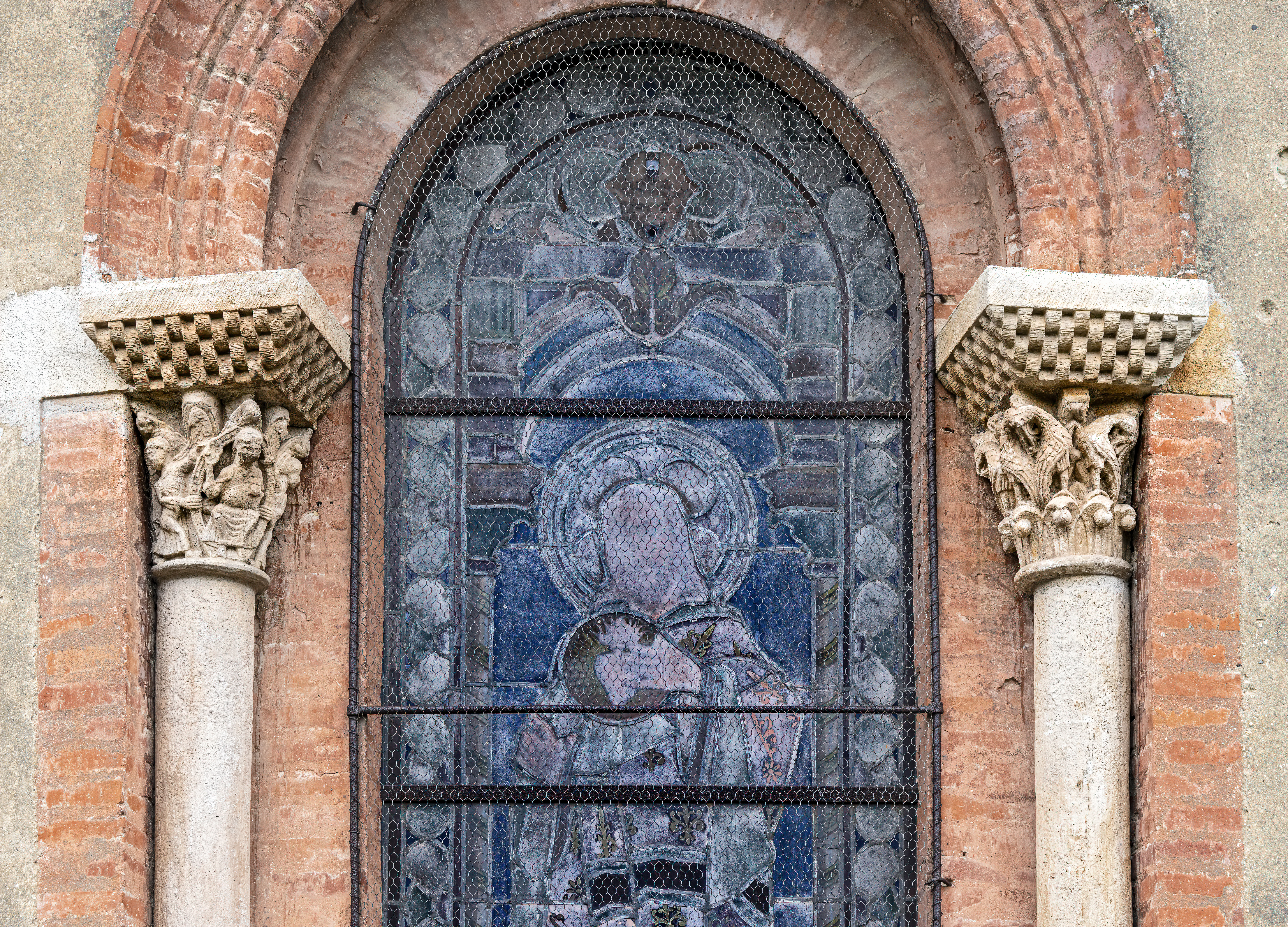
Deux des chapiteaux et colonnes inscrits aux monuments historiques

### Le couvent de Saint-Rustice (XIXesiècle)
En vue d'abriter la vertu des jeunes filles, et de leur donner une instruction chrétienne, l'abbé Prunet obtint d'un généreux paroissien la construction et la dotation d'un couvent (placé actuellement dans la rue principale du village allées des Amandiers 50 m avant la mairie). Ainsi de 1879 à 1905 toutes les filles sans exception fréquentèrent l'école dirigée par deux religieuses de l'ordre de Saint-Joseph.

### Le presbytère devenu mairie (XIXesiècle)
Le presbytère construit par l'abbé Prunet est devenu la mairie de Saint-Rustice en 1985.
À pied
Nous recommandons au visiteur piéton et randonneur, un petit parcours de 30 minutes : empruntez le raidillon situé à droite de l'église, puis sur votre droite, vous verrez l'école, continuez à pousser sur vos jambes sur 70 mètres, quand le chemin se rétrécit, prendre le 1er chemin de terre à droite qui surplombe le village et ses monuments ; ce chemin bucolique rejoint le cimetière soit le site de l'ancienne église Saint-Pierre. L'allée des Amandiers vous ramènera à votre point de départ ou revenez sur vos pas pour contempler ce beau point de vue.

## Vie locale

### Sports
- le terrain de foot
- la piste cyclable. Une piste cyclable large de 2,5 m permet, de l'écluse de Lalande à Toulouse, de rejoindre l'écluse d'Embalens à Saint-Rustice sur une distance de 21 kilomètres sans dénivelé pour un temps de parcours de 1 h 20 à une vitesse moyenne de 15 km/h, 9 écluses sur ce parcours ombragé : Lalande ; Lacourtensourt ; Fenouillet ; Lespinasse ; Bordeneuve ; Saint-Jory ; l'Hers ; Castelnau ; et Embalens.

### Manifestations culturelles et festivités

#### Les Petits Trains du canal
Dans un passé récent, Philippe Perrier nous a fait découvrir sa passion des trains miniatures, ses réseaux ferrés agrémentés de décors réalistes et détaillés, le portail de son garage/atelier était ouvert au public dès que le ciel s'éclaircissait Une passion du modélisme et du détail de père en fils depuis 3 générations ! Laurent, le petit dernier, ce sont "les camions" dont certaines réalisations étaient aussi visibles dans son atelier.

#### Événements
- Les vœux du maire et de ses conseillers en début de chaque nouvelle année.
- Vide grenier au début du printemps de chaque année, organisé par l'Association des parents d'élèves afin de financer des sorties scolaires.
- Kermesse annuelle de l'école de Saint-Rustice à la fin du mois de juin.
- Fête Locale organisée par le comité des fêtes en juillet, repas de rue, feu d'artifice au stade du village et bal champêtre.
- Commémorations des anciens combattants en mai et novembre de chaque année.
- Différents lotos organisés durant la période d'hiver par les associations locales.

### Personnalités liées à la commune
- Abbé Prunet
- Mariano Otal